# Ciclisme als Jocs Olímpics d'estiu de 1904 - 2 milles
La cursa de les 2 milles va ser una de les proves de ciclisme en pista que es van disputar als Jocs Olímpics de Saint Louis de 1904. És l'única vegada que s'ha disputat aquesta prova en uns Jocs Olímpics. La prova es va disputar el 3 d'agost de 1904, prenent-hi part 13 ciclistes, tots dels Estats Units. Es desconeix el nom de vuit dels participants.

## Medallistes
| Or             | Plata        | Bronze        |
| Burton Downing | Oscar Goerke | Marcus Hurley |

## Resultats

### Final
| Posició | Ciclista         | Temps      |
| ------- | ---------------- | ---------- |
| Or      | Burton Downing   | 4' 57,8"   |
| Plata   | Oscar Goerke     | desconegut |
| Bronze  | Marcus Hurley    | desconegut |
| 4.      | Teddy Billington | desconegut |
| 5-13    | Charles Schlee   | desconegut |
| 5-13    | desconegut       | desconegut |
| 5-13    | desconegut       | desconegut |
| 5-13    | desconegut       | desconegut |
| 5-13    | desconegut       | desconegut |
| 5-13    | desconegut       | desconegut |
| 5-13    | desconegut       | desconegut |
| 5-13    | desconegut       | desconegut |
| 5-13    | desconegut       | desconegut |